# Odile Defraye
Odile Defraye (Rumbeke, 14 luglio 1888 – Bierges, 21 agosto 1965) è stato un ciclista su strada e pistard belga.
Professionista dal 1909 al 1924, vinse una edizione del Tour de France e una Milano-Sanremo.

## Carriera
Defraye fu il primo belga a vincere il Tour de France, nel 1912, l'ultimo edizione con classifica a punti, in cui vinse in tre tappe e altrettante volte fu secondo e terzo. Nelle successive edizioni del Tour non ottenne risultati, né terminò la corsa.
Nel 1912, il miglior anno da professionista, s'impose anche al Giro del Belgio, conquistando quattro tappe, mentre nel 1913 s'impose nella Milano-Sanremo; tra gli altri risultati, la vittoria nel campionato belga del 1911 e fu quinto alla Parigi-Roubaix del 1912.

## Palmarès
- 1908 (dilettanti)

Giro delle Fiandre Dilettanti
- 1910

Kampioenschap van Vlaanderen
- 1911

Campionati belga, Prova in linea
- 1912

2ª tappa Tour de France (Dunkerque > Longwy)
7ª tappa Tour de France (Nizza > Marsiglia)
9ª tappa Tour de France (Perpignano > Luchon)
Classifica generale Tour de France
2ª tappa Giro del Belgio (Liegi > Lussemburgo)
3ª tappa Giro del Belgio (Lussemburgo > Namur)
6ª tappa Giro del Belgio (Menen > Anversa)
7ª tappa Giro del Belgio (Anversa > Bruxelles)
Classifica generale Giro del Belgio
- 1913

Milano-Sanremo
- 1914

6ª tappa Giro del Belgio (Lussemburgo > Verviers)
- 1921

4ª tappa Giro del Belgio (Lussemburgo > Namur)

## Piazzamenti

### Grandi Giri
- Tour de France

1909: ritirato (10ª tappa)
1912: vincitore
1913: ritirato (6ª tappa)
1914: ritirato (10ª tappa)
1919: ritirato (4ª tappa)
1920: ritirato
1924: ritirato

### Classiche monumento
- Milano-Sanremo

1913: vincitore
- Parigi-Roubaix

1912: 5º